# Errungenschaftsgemeinschaft
Bei der Errungenschaftsgemeinschaft handelt es sich um einen ehelichen Güterstand.
Sie ist ebenso wie die Fahrnisgemeinschaft eine Zwischenform von Gütertrennung und allgemeiner Gütergemeinschaft. Bei ihr tritt eine Vergemeinschaftung des Vermögens nicht hinsichtlich der Gesamtmasse, sondern nur hinsichtlich gewisser Vermögensteile ein. Es handelt sich also um eine Form der beschränkten Gütergemeinschaft.
Bei der Errungenschaftsgemeinschaft werden die Errungenschaften während der Ehe zum gemeinsamen Vermögen der Ehepartner.
Die Errungenschaftsgemeinschaft ist abzugrenzen von der Zugewinngemeinschaft: Bei der Zugewinngemeinschaft bleibt das Vermögen der Ehegatten getrennt, und nur bei der Beendigung des Güterstandes – etwa wegen einer Scheidung – wird der während der Ehe erwirtschaftete Zugewinn im Nachhinein ausgeglichen.
In Europa ist die Errungenschaftsgemeinschaft der am weitesten verbreitete Güterstand. Er regelt in mehreren Ländern, insbesondere in Osteuropa und auch in Frankreich, die Eigentumsverhältnisse während einer Ehe, wenn die Eheleute keine andere Vereinbarung getroffen haben. Im Gegensatz dazu liegt in Deutschland eine Zugewinngemeinschaft vor, wenn keine andere Vereinbarung getroffen wurde.

## Deutschland
Vor Inkrafttreten des BGB im Jahre 1900 war die Errungenschaftsgemeinschaft insbesondere in Württemberg und Teilen Bayerns verbreitet.
Im Deutschen Reich und in der Bundesrepublik Deutschland gab es die Errungenschaftsgemeinschaft bis zum Inkrafttreten des Gleichberechtigungsgesetzes (GleichberG) im Jahr 1958 als Wahlgüterstand, den die Ehegatten durch Ehevertrag vereinbaren konnten. Bis zu ihrer Abschaffung war sie in §§ 1519 ff BGB geregelt. Sie gilt (im alten Bundesgebiet) nur noch für vor dem 1. Juli 1958 geschlossene Eheverträge fort (Art. 8 Nr. 7 GleichberG).
Prägend für die Errungenschaftsgemeinschaft war, dass das in die Ehe eingebrachte Vermögen jedes Ehegatten wie bei der Gütertrennung oder der Zugewinngemeinschaft in dessen Alleineigentum blieb, aber das während der Ehe erworbene Vermögen beiden Eheleuten wie bei der Gütergemeinschaft gemeinschaftliches Gesamtgut in Form einer Gesamthandsgemeinschaft wurde.
Das eingebrachte Gut umfasste neben dem Vermögen bei Eintritt der Errungenschaftsgemeinschaft z. B. auch Erbschaften und Schenkungen. Neben dem Gesamtgut und dem eingebrachten Gut des Mannes und der Frau gab es noch die Vermögensmasse des Vorbehaltsguts der Frau. Im Gegensatz zur allgemeinen Gütergemeinschaft und der Fahrnisgemeinschaft gibt es die Möglichkeit einer (mit den Erben) fortgesetzten Gemeinschaft nicht.
In der DDR war die Errungenschaftsgemeinschaft bis zur Wiedervereinigung gesetzlicher Güterstand nach dem Familiengesetzbuch der DDR (§ 13 FamGB-DDR). Sie wurde als Eigentums- und Vermögensgemeinschaft bezeichnet. Mit dem 3. Oktober 1990 wurden die DDR-Ehen durch Anlagebestimmungen des Einigungsvertrags (Art. 234 § 4 EGBGB) in den gesetzlichen Güterstand des BGB (die Zugewinngemeinschaft) übergeleitet, sofern sie nicht binnen zwei Jahren dagegen optierten. In bestimmten Fällen sind aber die damaligen Vorschriften weiterhin anzuwenden.
Im 2011 veröffentlichten Ersten Gleichstellungsberichts der Bundesregierung sprach die Sachverständigenkommission die Empfehlung aus, die Errungenschaftsgemeinschaft in Deutschland als gesetzlichen Güterstand einzuführen; sie solle in einem ersten Schritt als ein wählbarer Güterstand zugelassen werden, und bei der Eheschließung solle eine verpflichtende Aufklärung über die verschiedenen Güterstände vorgesehen werden.